# Onderste Janu

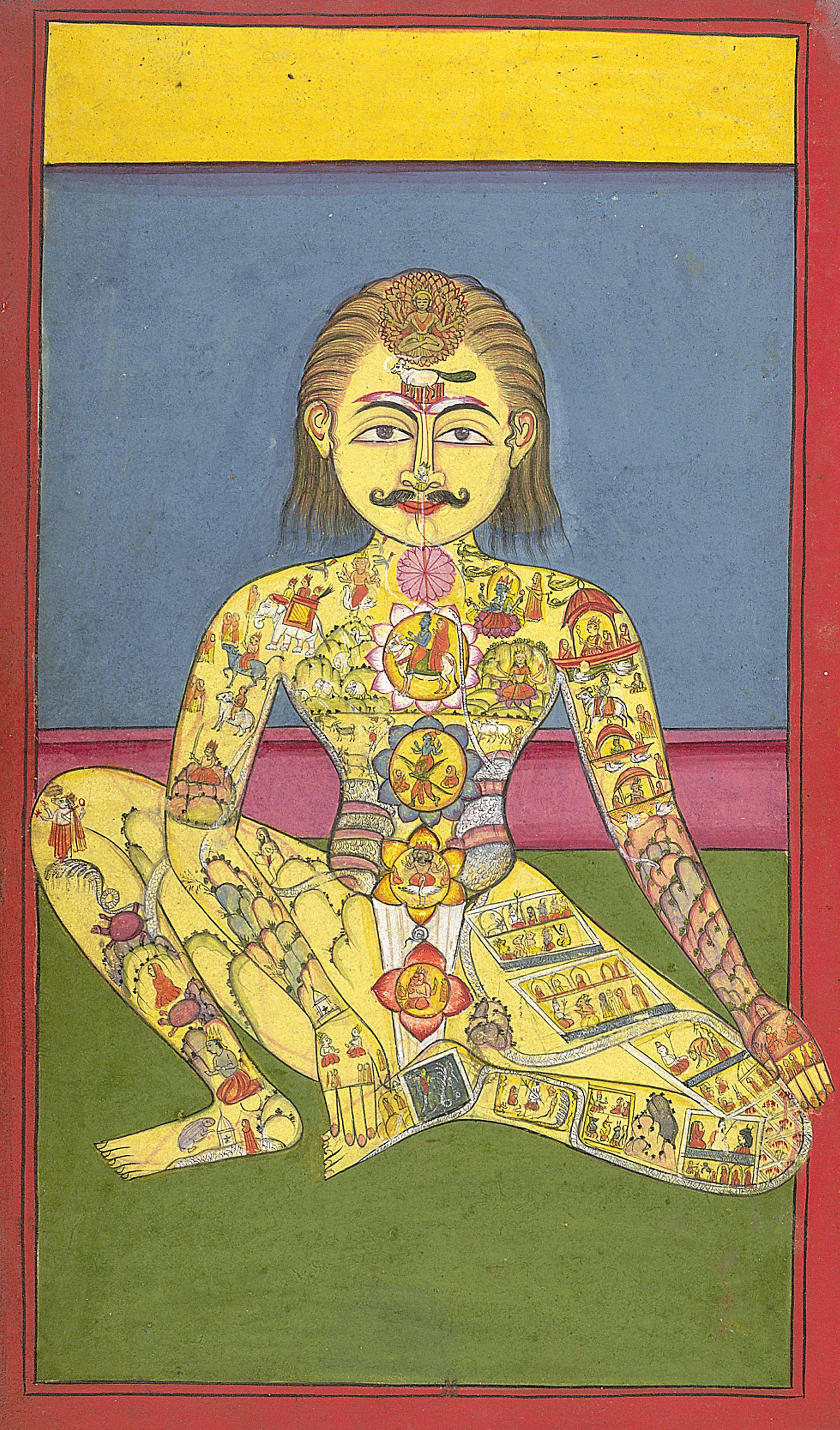
Oude Tibetaanse kaart met de 7 Chakra's en de belangrijkste marmapunten.

Onderste Janu (Onderste Janu-punt) is een marmapunt gelegen op het hoofd. Marmapunten worden in Oosterse filosofieën gebruikt bij massage, yoga, reflexologie en reiki. Men gelooft dat een marmapunt op een nadi ligt en zo een uitwerking kan hebben op een bepaald lichaamsdeel, proces of emotie
| Onderste Janu | |
| ------------- | --- |
| Positie       | Onderste Janu is gelegen zowel onder de knieschijf als ook op dezelfde hoogt aan de binnenkant van het been |
| Functie       | dit punt heeft invloed op de gewrichten in het lichaam                                                      |

## Overige marmapunten
Naar schatting zijn er 62.000 marmapunten in het lichaam. De belangrijkste 52 zijn: